# Yasudsch
Yasudsch oder Jasudsch (persisch یاسوج Yāsudsch, DMG Yāsūǧ; englisch Yasuj) ist die Hauptstadt der Provinz Kohgiluyeh und Boyer Ahmad im Südwesten Irans.
Die Stadt hat nach Berechnungen im Jahre 2012 eine Einwohnerzahl von etwa 117.000. Hier befindet sich der Flughafen Yasudsch.
Im Jahr 330 v. Chr. siegte Alexander der Große in der Nähe von Yasudsch in der Schlacht an den persischen Toren.

## Hochschulen
- Universität von Yasudsch
- Medizinische Hochschule von Yasudsch

## Persönlichkeiten
- Kasra Taheri (* 2006), Fußballspieler